# ألتيمات برو ريسلينج
كانت ألتيمات برو ريسلينج شركة مصارعة محترفة مستقلة مقرها كاليفورنيا يملكها ويديرها ريك باسمان، والتي كانت تعمل من 1999 إلى 2007.

## قائمة المصارعين
- Aaron Aguilera/Hardkore Kidd
- Rick Bassman
- Shane Ballard
- Shannon Ballard
- B-Boy
- مايك بيل
- ذا بلو ميني
- ميليسا أندرسون (مصارع محترف)
- المسيحية
- ميليسا كوتس
- Steve Corino
- كريستوفر دانيلز
- تومي دريمر
- Edge
- سكوت هول
- ليزا ماري فارون
- جون هيدينيريتش
- مولي هولي
- Horshu
- توم هوارد
- أيفوري
- توني جونز  [لغات أخرى]‏
- Evan Karagias
- Al Katrazz
- فرانكي كازاريان
- مايك نوكس
- Konnan
- باول لندن
- Scott Lost
- جيري لين
- Juventud Guerrera
- ذا ميز
- Michael Modest
- دونوفان مورغان
- كريس ماسترز
- ديزل
- Nova
- شون أوهير
- Human Tornado
- Shinjiro Otani
- دايموند دلاس بايج
- تشوك بلومبو
- آدم بيرس
- رودي بايبر
- Prodigy
- جون سينا
- Psicosis
- Daniel Puder
- Puma
- Quicksilver
- رود واريور أنيمل
- رود واريور هوك
- ريكي رييس
- دافي ريتشاردز
- Rikishi
- روكي روميرو
- Ruckus
- جوي ريان
- Keiji Sakoda
- ساموا جو
- Scorpio Sky
- Babi Slymm
- كين شامروك
- Bison Smith
- برايان كندريك
- جيمي سنوكا
- Solo Snuka  [لغات أخرى]‏
- ماساتو تاناكا
- Sylvester Terkay
- روب فان دام

الفرق الثنائية:
- The Ballard Brothers [Shane & Shannon] وميليسا أندرسون
- Los Cubanitos  [لغات أخرى]‏ [ريكي رييس وروكي روميرو]
- Edge & Christian  [لغات أخرى]‏
- Evolution [فرانكي كازاريان ومايك بوتشي]
- Hardkore Inc. [آدم بيرس وHardkore Kidd وAl Katrazz]
- Kevin Nash & Scott Hall  [لغات أخرى]‏
- الرود واريورز  [لغات أخرى]‏ رود واريور أنيمل
- Chuck Palumbo & Sean O'Haire  [لغات أخرى]‏
- Team Emblem[Keiji Sakoda وماساتو تاناكا وShinjiro Otani]

## أحزمة البطولات
- UPW Heavyweight Championship
- UPW Lightweight Championship
- ألتيمات برو ريسلينج
- UPW Southern California/Shoot Championship
- UPW No Holds Barred Championship
- NWA/UPW/Zero1 International Junior Heavyweight Championship  [لغات أخرى]‏